# Gagauzien
Gagauzien (moldaviska: Găgăuzia, gagauziska: Gagauz Yeri eller Gagauziya, ryska: Гагаузия: Gagauzija) är en autonom region i södra Moldavien sedan 1994. Invånarna är huvudsakligen gagauzer, som talar gagauziska, ett turkiskt språk. De är till övervägande delen ortodoxa kristna. Runt 128 000 gagauzer lever i Gagauzien, som har totalt drygt 150 000 invånare. Gagauziska, moldaviska och ryska är officiella språk. Huvudstad är Comrat. 
Det finns tre olika teorier kring hur den etniskt turkiska gruppen gaugazer hamnat i Moldavien och blivit kristna:
1. De var en turkisk stam som kom från Krim. De kristnades under Kievriket men behöll samtidigt sitt språk. Detta är den version Ryssland vill framhäva.
2. De var från början bulgarer vilka tappade sitt språk under det Osmanska riket. Deras språk innehåller många ord från just bulgariskan. Denna version är plausibel för Bulgarien som har en stor turkisk minoritet.
3. Gaugauzerna själva hävdar att en turkstam bodde där från början. De anammade sedan kristendomen.

Politiken spelar här stor roll för att avgöra vem som har rätt till området Gagauzien, och vem som får utöva inflytande över gagauzerna.